# Sanja Damnjanović
Sanja Damnjanović (ur. 25 maja 1987 w Belgradzie) – serbska piłkarka ręczna, reprezentantka kraju, grająca na pozycji lewej rozgrywającej. Obecnie występuje w chorwackim Podravka Koprivnica.

## Sukcesy
- mistrzostwo Serbii  (2010, 2011)
- puchar Serbii  (2010, 2011)
- mistrzostwo Słowenii  (2009)
- puchar Słowenii  (2009)
- wicemistrzostwo świata  (2013)
- liga mistrzyń  (2016)

## Nagrody indywidualne
- Mistrzostwa Europy:
  - najlepsza lewa rozgrywająca Mistrzostw Europy 2012
- Mistrzostwa świata w piłce ręcznej kobiet:
  - najlepsza lewa rozgrywająca Mistrzostw Świata 2013